# Emesis argyrodines
Emesis argyrodines är en fjärilsart som beskrevs av Bates 1866. Emesis argyrodines ingår i släktet Emesis och familjen Riodinidae. Inga underarter finns listade i Catalogue of Life.